# 22 (Taylor Swift)
22 is een nummer van de Amerikaanse zangeres Taylor Swift uit 2013. Het is de vierde single van haar vierde studioalbum Red.
Swift heeft "22" geschreven toen ze 22 jaar oud was, en het nummer gaat dan ook over hoe leuk het is om 22 jaar oud te zijn. Het nummer haalde in de Amerikaanse Billboard Hot 100 een bescheiden 20e positie. In Nederland haalde het nummer de 7e positie in de Tipparade, en in Vlaanderen de 3e positie in de Tipparade.